# 大吉嶺
大吉岭（羅馬化：Dārjiliṁ，羅馬化：Dārjīliṅa；藏語：རྡོ་རྗེ་གླིང༌།，威利转写：rdo-rje-gling，藏语拼音：Dojêling）是印度西孟加拉邦的一座小城，大吉岭区的首府，位于喜馬拉雅山麓的西瓦利克山脉，平均海拔为2,134米。“大吉岭”这个名称是由2个藏语词「རྡོ་རྗེ།」（“霹雳”、“金剛”、“閃電”）和「གླིང༌།」（“地方”）合并而成，全意为“金刚之洲”，与当雄县格达乡的多吉林（ཡངས་ཅན་རྡོ་རྗེ་གླིང།）藏文后半部分相同。在英属印度时期，由于大吉岭温和的气候，使得它成为英国居民逃避平原炎热夏季的避暑地。
大吉岭以其红茶和大吉嶺喜馬拉雅鐵路闻名世界。茶叶种植园最早在19世纪中叶由英国人从中国引进而发展起来。该地区的茶叶栽培者培育出了一种独特的优秀红茶杂交品种和发酵技术。大吉岭喜马拉雅铁路于1999年被联合国教科文组织宣布为世界遗产。它将市镇和山下的平原连接起来，是印度少数还在使用的蒸汽机车的铁路之一。
大吉岭有几所英国学制的公立学校，吸引了来自印度和邻国许多地方的学生。该市和邻近的噶伦堡在1980年代是要求单独成立廓尔喀邦的主要中心，尽管分离主义运动在过去10年间由于成立自治的山地委员会已经逐渐降温，但是，近年来该市脆弱的生态环境又受到环境资源需求的增长、旅游交通量增加和糟糕的都市化规划的威胁。

## 历史

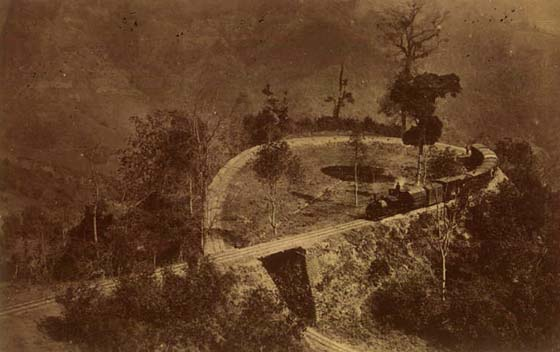
大吉岭喜马拉雅铁路，1921年

大吉岭的历史与尼泊尔、不丹、锡金和孟加拉纠缠在一起，直到19世纪初，大吉岭附近地区一直轮流由尼泊尔和锡金王国统治，只有少数几个雷布查人的村庄。1828年，一个英国东印度公司官员的代表团在前往锡金的途中，在大吉岭停留，选中此地作为英国士兵的疗养地。1835年，东印度公司与锡金签订了租约。东印度公司的亚瑟坎贝尔医生和罗伯特纳皮尔中尉负责在此创建一个山中避暑地。1841年，英国人在大吉岭建立了茶叶实验种植园。实验的成功使得在19世纪后半叶，茶园遍布该镇附近各处。
1849年东印度公司与锡金之间发生冲突事件，数年后大吉岭隶属于英印帝国。主要来自尼泊尔的移民，在废墟上重建了建筑物，恢复了茶园。苏格兰传教士为英国居民建立了学校建筑和福利中心，为大吉岭发展成著名的教育中心奠定了基础。1881年，大吉岭喜马拉雅铁路的开通，加快了这一地区的发展。1898年，大吉岭被一次剧烈的地震所破坏，城镇和人口损失惨重。在英国统治下，大吉岭地区起初是作为“非规则区”（一种行政管理上的安排，在英属印度其他地区通行的制度，并不自动应用于该区）。根据1905年孟加拉分治的安排，该地区属于拉杰沙希（Rajshahi）管辖。1919年，该地区成为一个自治区。当时，大吉岭居民的精英分子是每年夏天来此的英国人，数目逐渐增加的富裕的加尔各答人、印度各土邦的王公们也开始来到大吉岭。该市作为一个旅游目的地继续发展，成为著名的“山中皇后”。由于地处偏远，人口不多，在印度独立运动期间该市并没有重要的政治活动。只有在1930年代，曾经发生针对孟加拉总督约翰·安德森的一次未遂暗杀。
1947年印度独立后，大吉岭被并入西孟加拉邦。大吉岭山城和Kurseong、噶伦堡以及毡帽地区的一部分成立了单独的行政区。当中华人民共和国在1950年正式统治西藏时，数千名西藏难民来到大吉岭地区定居。不同种族人口的增加加剧了社会经济紧张，根据民族构成单独成立廓尔喀邦的要求在1980年代曾经很有影响。廓尔喀民族解放阵线号召进行长达40天的罢工，暴力在该市传染，导致邦政府召集印度军队恢复秩序。苏巴什·吉星主席领导的大吉岭廓尔喀山地委员会成立以后，这裡的政治紧张大为减缓。该委员会获得半自治的权力来管理该区。后来该委员会改名为“大吉岭廓尔喀自治山地委员会”。大吉岭目前处于和平状态，不过成立单独的邦将被拖延。

## 地理

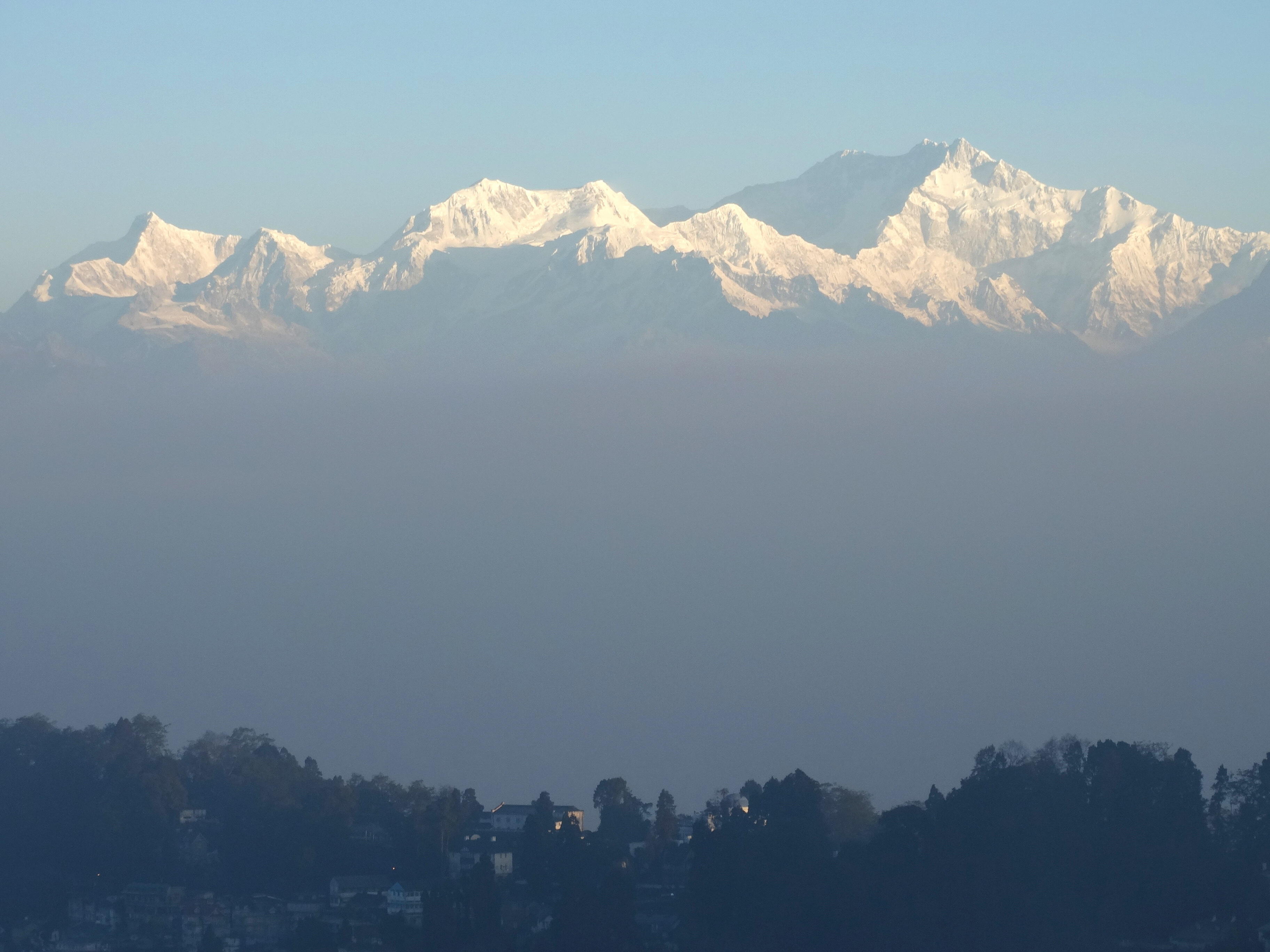
珠穆朗瑪峰與大吉岭的房舍

大吉岭位于平均海拔2,134米的大吉岭喜马拉雅山区的大吉岭-加拉帕哈尔山脉，该山脉从古姆的南侧开始，在天文台山以北分为Y形的两翼。东北侧在勒邦陡然降低，而西北侧经过北角直到靠近Tukver茶园的山谷末端。
大吉岭是该区的首府和主要城镇。该区的大部分，包括大吉岭市镇，都位于西瓦利克山脉，地表主要是砂岩和来自高大的喜马拉雅山脉的碎石。土壤无法保持水分，并不适合农业。该区域陡峭的山坡失去了表层土，导致在雨季泥石流频繁发生。由于地处南亚次大陆和欧亚板块的分界线，地震也频繁发生。小山被较高的山峰和远处白雪覆盖的喜马拉雅山脉所环抱。干城章嘉峰（8,591米）—世界第三高山峰—是最显著的山峰。在晴朗无云的日子，还可以看见尼泊尔的珠穆朗玛峰（8,844.43米）。
由于对燃料和木材需要的增加，大吉岭镇和附近地区仍然面对滥伐森林的严重挑战；同时，由于交通流量增大，空气污染也开始增加。大吉岭周围的森林是温带落叶林，有白杨、白桦、橡树和榆树以及常绿松类等高山树种。密集的常绿林木点缀着城镇各处，可以发现种类极多的兰花。劳埃德植物园保存了各种常见和稀有的品种，而帕德马加·奈杜－喜马拉雅动物园是该国惟一的保护和饲养喜马拉雅濒临灭绝动物的专业动物园。

## 气候
大吉岭的气候可以明显地分为5个季节：春季、夏季、秋季、冬季和雨季。夏季（从5月到6月）温和，最高温度很少超过25℃。雨季从6月到9月，多暴雨，经常引起泥石流。冬季平均气温为5－7℃，偶尔气温会下降到0℃以下，冰雪非常罕见。在雨季和冬季，大吉岭经常大雾弥漫。年均气温为12℃，月平均气温在5－17℃之间。曾经记录的最高气温为26.7℃（1957年8月23日）；最低气温则是−5℃（1905年2月11日）。年平均降水量为281.8厘米，7月降水最多（75.3厘米）。
| 大吉嶺（平均數據1981–2010年，極端數據1901–2012年） | 大吉嶺（平均數據1981–2010年，極端數據1901–2012年） | 大吉嶺（平均數據1981–2010年，極端數據1901–2012年） | 大吉嶺（平均數據1981–2010年，極端數據1901–2012年） | 大吉嶺（平均數據1981–2010年，極端數據1901–2012年） | 大吉嶺（平均數據1981–2010年，極端數據1901–2012年） | 大吉嶺（平均數據1981–2010年，極端數據1901–2012年） | 大吉嶺（平均數據1981–2010年，極端數據1901–2012年） | 大吉嶺（平均數據1981–2010年，極端數據1901–2012年） | 大吉嶺（平均數據1981–2010年，極端數據1901–2012年） | 大吉嶺（平均數據1981–2010年，極端數據1901–2012年） | 大吉嶺（平均數據1981–2010年，極端數據1901–2012年） | 大吉嶺（平均數據1981–2010年，極端數據1901–2012年） | 大吉嶺（平均數據1981–2010年，極端數據1901–2012年） |
| 月份                                               | 1月                                                | 2月                                                | 3月                                                | 4月                                                | 5月                                                | 6月                                                | 7月                                                | 8月                                                | 9月                                                | 10月                                               | 11月                                               | 12月                                               | 全年                                               |
| -------------------------------------------------- | -------------------------------------------------- | -------------------------------------------------- | -------------------------------------------------- | -------------------------------------------------- | -------------------------------------------------- | -------------------------------------------------- | -------------------------------------------------- | -------------------------------------------------- | -------------------------------------------------- | -------------------------------------------------- | -------------------------------------------------- | -------------------------------------------------- | -------------------------------------------------- |
| 历史最高温 °C（°F）                                | 19.0 (66.2)                                        | 19.2 (66.6)                                        | 24.0 (75.2)                                        | 27.0 (80.6)                                        | 25.7 (78.3)                                        | 27.7 (81.9)                                        | 28.0 (82.4)                                        | 28.5 (83.3)                                        | 27.5 (81.5)                                        | 26.0 (78.8)                                        | 24.5 (76.1)                                        | 20.0 (68.0)                                        | 28.5 (83.3)                                        |
| 平均最高温 °C（°F）                                | 15.1 (59.2)                                        | 15.8 (60.4)                                        | 19.8 (67.6)                                        | 22.4 (72.3)                                        | 22.6 (72.7)                                        | 22.7 (72.9)                                        | 22.4 (72.3)                                        | 22.8 (73.0)                                        | 23.2 (73.8)                                        | 22.7 (72.9)                                        | 20.7 (69.3)                                        | 17.4 (63.3)                                        | 24.4 (75.9)                                        |
| 平均高温 °C（°F）                                  | 10.7 (51.3)                                        | 12.4 (54.3)                                        | 15.6 (60.1)                                        | 18.5 (65.3)                                        | 19.3 (66.7)                                        | 19.8 (67.6)                                        | 19.6 (67.3)                                        | 20.0 (68.0)                                        | 19.8 (67.6)                                        | 19.5 (67.1)                                        | 17.1 (62.8)                                        | 14.0 (57.2)                                        | 17.2 (63.0)                                        |
| 日均气温 °C（°F）                                  | 6.1 (43.0)                                         | 7.7 (45.9)                                         | 10.6 (51.1)                                        | 13.7 (56.7)                                        | 14.9 (58.8)                                        | 16.3 (61.3)                                        | 16.5 (61.7)                                        | 16.7 (62.1)                                        | 16.1 (61.0)                                        | 15.0 (59.0)                                        | 11.7 (53.1)                                        | 8.9 (48.0)                                         | 12.9 (55.1)                                        |
| 平均低温 °C（°F）                                  | 1.5 (34.7)                                         | 2.9 (37.2)                                         | 5.7 (42.3)                                         | 8.8 (47.8)                                         | 10.6 (51.1)                                        | 12.8 (55.0)                                        | 13.4 (56.1)                                        | 13.4 (56.1)                                        | 12.4 (54.3)                                        | 10.5 (50.9)                                        | 6.3 (43.3)                                         | 3.8 (38.8)                                         | 8.5 (47.3)                                         |
| 平均最低温 °C（°F）                                | −0.5 (31.1)                                        | 0.7 (33.3)                                         | 2.7 (36.9)                                         | 5.4 (41.7)                                         | 7.4 (45.3)                                         | 10.3 (50.5)                                        | 11.4 (52.5)                                        | 11.9 (53.4)                                        | 10.6 (51.1)                                        | 8.0 (46.4)                                         | 3.9 (39.0)                                         | 1.2 (34.2)                                         | −0.1 (31.8)                                        |
| 历史最低温 °C（°F）                                | −7.2 (19.0)                                        | −6.4 (20.5)                                        | −4.8 (23.4)                                        | 0.0 (32.0)                                         | 1.4 (34.5)                                         | 6.6 (43.9)                                         | 3.9 (39.0)                                         | 8.0 (46.4)                                         | 6.2 (43.2)                                         | 3.2 (37.8)                                         | −4.4 (24.1)                                        | −4.6 (23.7)                                        | −7.2 (19.0)                                        |
| 平均降雨量 mm（）                                  | 13.5 (0.53)                                        | 14.0 (0.55)                                        | 30.8 (1.21)                                        | 76.9 (3.03)                                        | 137.9 (5.43)                                       | 466.0 (18.35)                                      | 656.7 (25.85)                                      | 528.2 (20.80)                                      | 379.7 (14.95)                                      | 59.1 (2.33)                                        | 14.4 (0.57)                                        | 2.9 (0.11)                                         | 2,380 (93.70)                                      |
| 平均降雨天数                                       | 1.1                                                | 1.5                                                | 2.8                                                | 6.8                                                | 10.5                                               | 18.8                                               | 22.9                                               | 21.7                                               | 14.9                                               | 2.9                                                | 0.6                                                | 0.7                                                | 105.3                                              |
| 平均相對濕度（％） （17:30 IST）                   | 81                                                 | 78                                                 | 75                                                 | 78                                                 | 88                                                 | 93                                                 | 94                                                 | 92                                                 | 90                                                 | 84                                                 | 75                                                 | 74                                                 | 84                                                 |
| 月均日照時數                                       | 167.4                                              | 141.3                                              | 145.7                                              | 147.0                                              | 151.9                                              | 72.0                                               | 77.5                                               | 102.3                                              | 96.0                                               | 167.4                                              | 189.0                                              | 189.1                                              | 1,646.6                                            |
| 日均日照時數                                       | 5.4                                                | 5.0                                                | 4.7                                                | 4.9                                                | 4.9                                                | 2.4                                                | 2.5                                                | 3.3                                                | 3.2                                                | 5.4                                                | 6.3                                                | 6.1                                                | 4.5                                                |
| 平均紫外线指数                                     | 5                                                  | 6                                                  | 9                                                  | 11                                                 | 13                                                 | 15                                                 | 15                                                 | 14                                                 | 12                                                 | 9                                                  | 6                                                  | 4                                                  | 10                                                 |
| 来源1：印度氣象局（含紫外線指數）                  |                                                    |                                                    |                                                    |                                                    |                                                    |                                                    |                                                    |                                                    |                                                    |                                                    |                                                    |                                                    |                                                    |
| 来源2：德國氣象局（1891–1990年日照時數）           |                                                    |                                                    |                                                    |                                                    |                                                    |                                                    |                                                    |                                                    |                                                    |                                                    |                                                    |                                                    |                                                    |

## 行政
大吉岭都市区由大吉岭市和帕塔邦茶园组成。大吉岭市成立于1850年，面积为10.57平方公里。市政当局由大吉岭的32个行政区选举的议员和少数邦政府提名者组成。议会在选举人中选出一名主席，作为市政当局的行政首领。目前廓尔喀民族解放阵线（GNLF）在市政当局执政。1988年，包括整个大吉岭区的廓尔喀山区开始属于大吉岭廓尔喀自治山地委员会管辖。该委员会获权管理山区的教育、健康和旅游等项事务。大吉岭选区可以选举产生一名印度国会下议院的成员。可以选举西孟加拉邦立法会成员。国大党赢得了2004年印度大选，而在2006年西孟加拉邦选举中，廓尔喀民族解放阵线获得了邦议会中的席位。大吉岭市属于区警察局管辖，一位督察负责该市的安全和法律事务。

## 经济
大吉岭最重要的2个经济部门是旅游业和产茶业。大吉岭红茶闻名世界，特别是在英国和组成前大英帝国的许多国家，被当成最好的一种红茶。在過去，大吉嶺茶得過的獎的高於一切其它紅茶。但产茶业近年来面临印度其他地方和尼泊尔等国的竞争。
普遍的劳动纠纷、工人失业和茶园关闭已经影响了投资和生产。一些茶园转向合作模式，其他的则计划转向旅游业。超过60%的茶叶工人是妇女。工人的报酬经常只有一半用现金支付，另一半则是提供住处、定量配给、免费医疗等。
该区的森林和其它自然资源由于人口增加而日渐减少。独立以后该地区的教育、通信和农业取得了实质性的进步。生产不同的农作物如马铃薯、豆蔻、生姜和柑桔。在梯田上耕作是市区周围农民主要的生计，向市区供应水果和蔬菜。
夏季和春季是最适合游客的季节，许多大吉岭居民都直接或间接从事该行业，许多居民拥有或就业于旅馆、餐厅。许多人在旅游公司谋生或担任向导。大吉岭是宝莱坞和孟加拉电影的拍摄基地，许多著名电影都在此拍摄。作为地区中心，大吉岭雇用了许多政府官员。锡金和西藏传统工艺品的销售对经济也有较小的贡献。

## 交通

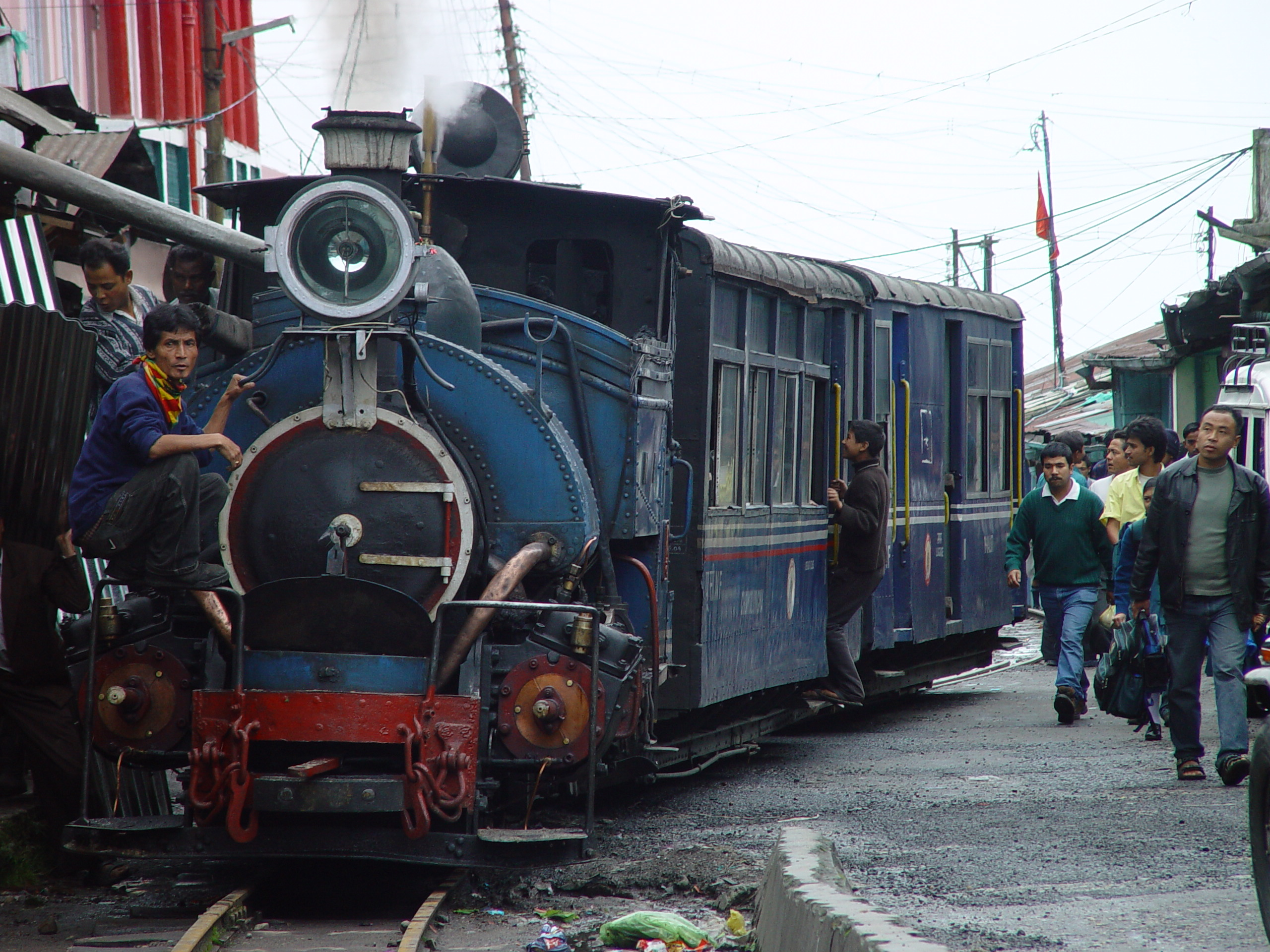
前往大吉岭的小火車

到大吉岭可以从西里古里乘坐80公里长的大吉嶺喜馬拉雅鐵路（绰号玩具火車），或经过沿着铁路的55号国道。大吉嶺喜馬拉雅鐵路是一条60厘米的窄轨铁路，1999年被联合国教科文组织宣布为世界遗产，成为世界上第二条获此荣誉的铁路。连接大吉岭和邻近城镇西里古里、Kurseong、噶伦堡和甘托克的轻便汽车班车，是最通行的交通方式，能轻松地通过该地区陡峭的山坡。公路和铁路交通经常由于雨季的山崩中断。最近的机场在西里古里附近的巴格多格拉，距离大吉岭大约有93公里。印度航空公司、Jet航空公司和德干航空公司是3个主要运营商，经营连接德里、加尔各答和高哈蒂的航线。最近的主要火车站位于新杰尔拜古里，从那裡可以通往该国的几乎所有主要城市。在市内，人们通常步行。居民们也使用自行车、摩托车和出租车进行短途旅行。

## 人口统计
根据2001年人口统计，在面积为12.77 平方公里的大吉岭都市区（包括帕塔邦茶园），人口为109,163人；而在大吉岭市行政区内共有107,530人。此外平均每天还有流动人口20,500－30,000人，主要是游客。大吉岭市行政区内的人口密度为每平方公里10,173人。男女两性比例为1,017：1,000，高于全国平均水平。女性在家庭成员收入贡献和劳动力构成上占据显著位置。市内大约31%的人口居住在贫民窟简陋的棚屋中，多数是外来移民。主要宗教是印度教，其次是佛教。基督徒和穆斯林也有一定的数量。人口的民族构成与不丹、尼泊尔、锡金和孟加拉关系密切。多数人具有尼泊尔血统，是在英国统治时期移民来到大吉岭寻找工作。土著居民包括雷布查人、不丹人、夏尔巴人等。住在大吉岭的其他民族包括孟加拉人， 马尔瓦尔人、英印混血种、比哈尔人和藏族。最通用的语言是尼泊尔语，印地语、孟加拉语和英语也很常用。
大吉岭在过去100年中经历了显著的人口增长。特别是在1970年代以后。在1990年代，年平均增长率高达45%，远远高于全国、全邦和全区水平。殖民时代设计的城镇规划人口规模只有1万，但后来的发展带来了广泛的环境问题。该地区在地质上不稳定，遭遇许多环境问题，如环境退化、周围群山的裸露已经对大吉岭的旅游业造成负面影响。

## 文化

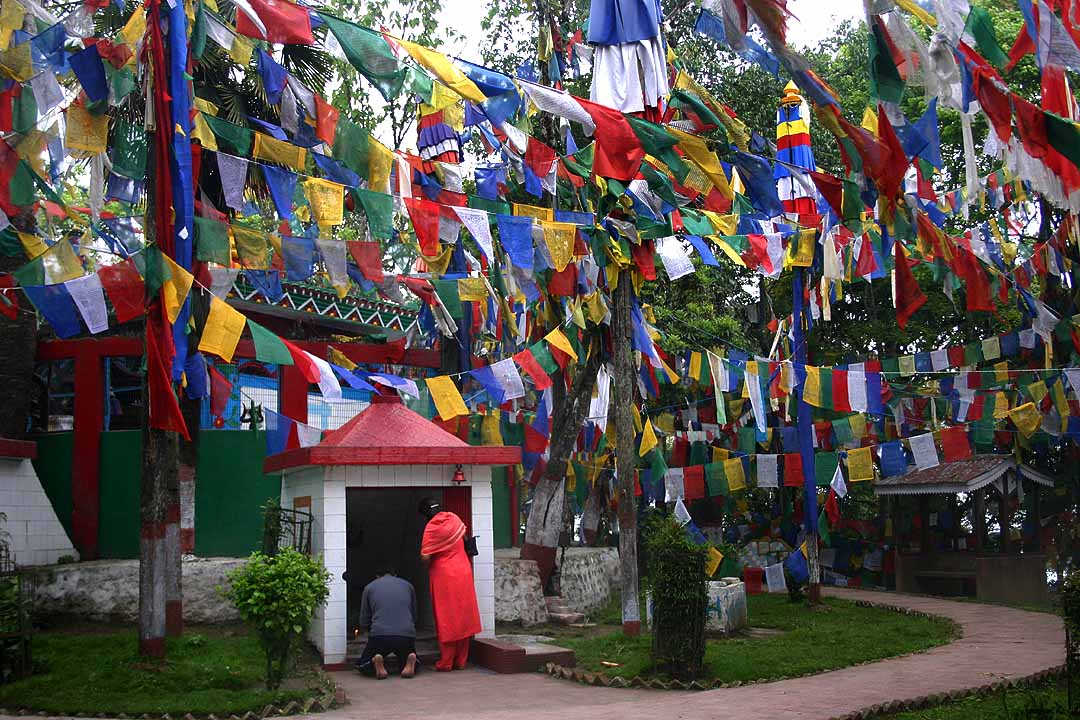
印度教庙宇周围佛教徒用以避开邪灵的彩旗

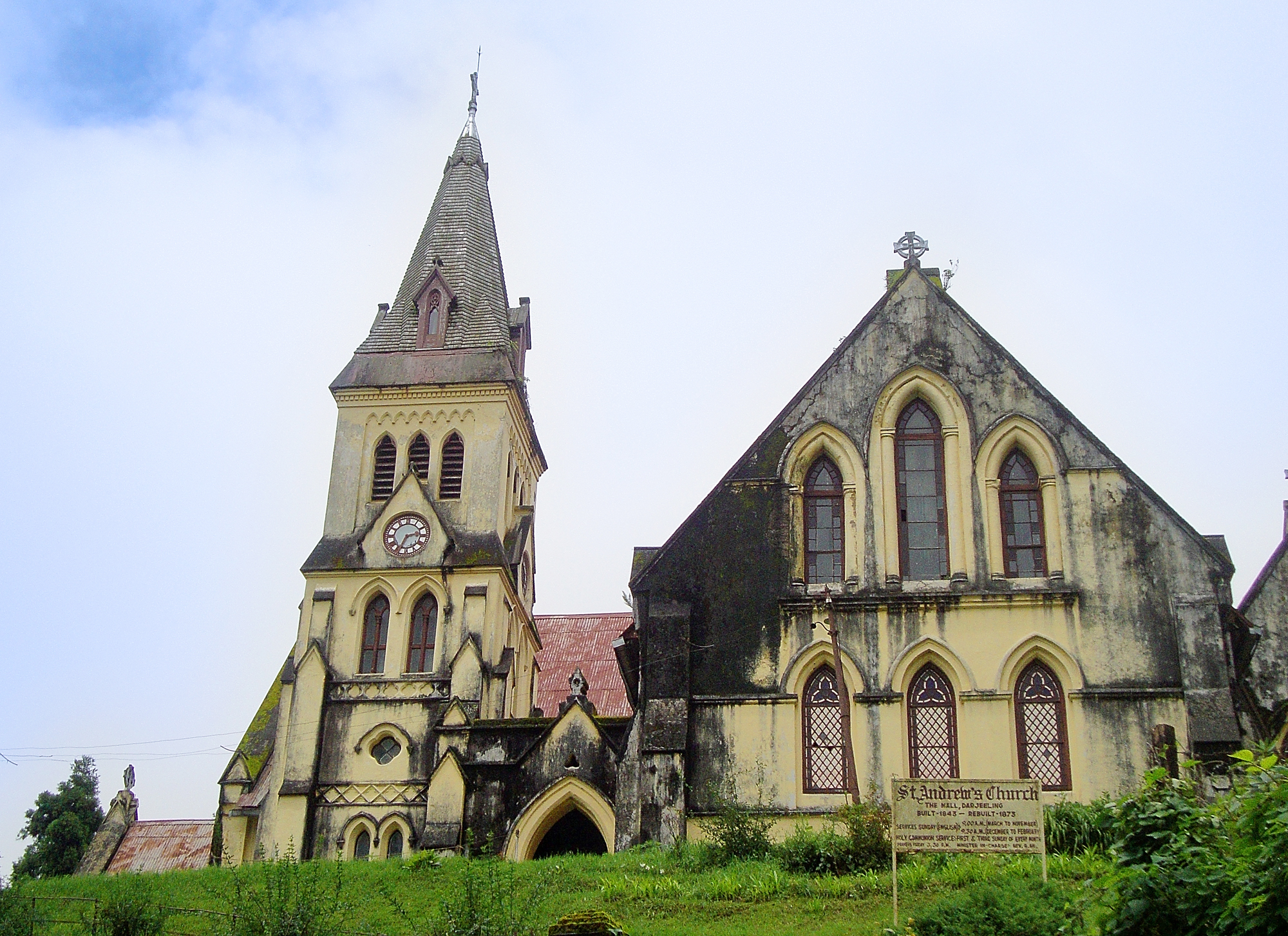
大吉岭圣安得烈教堂，始建于1843年，重建于1873年

由于大吉岭拥有众多的民族，这裡的各种节日非常频繁、著名。除了主要的宗教节日排灯节、圣诞节、侯丽节，这裡还有一些当地节日。雷布查人和不丹人在一月庆祝新年，而西藏人在2－3月用魔鬼舞庆祝新年。其他节日还有达赖喇嘛诞辰日等。有些属于当地独特的文化，另一些与印度其他地区、尼泊尔、不丹和西藏共同拥有。大吉岭狂欢节开始于2003年，展示该地区的多元种族、社会和宗教文化。大吉岭狂欢节是一个为期10天的文化和音乐节日，在每年冬天11－12月举行，发起者是一个民间社会运动“大吉岭主动”，旨在高质量描画大吉岭山区丰富的音乐和文化遗产。
大吉岭的一种常见食物是饃饃，一种将猪肉、牛肉和蔬菜包在面皮里制作的蒸饺，放在汤里。歪歪是将面条包裹在内的小吃，可以干吃，也可以带汤吃，还可以同时咀嚼一种用奶牛或牦牛的奶制作的硬奶酪——车皮。一种带汤的面条 土卡帕 在大吉岭也很流行。有大量餐厅为游客提供度种多样的传统印度、欧洲和中国菜肴。茶是最流行的饮料，产自著名的大吉岭茶园，此外还有一种用当地粟制成的啤酒——昌。
在大吉岭有许多殖民时代的建筑物：一些仿都铎风格的民居，哥特式教堂，总督官邸，大吉岭种植园主俱乐部和各种教育机构。佛教寺院以宝塔建筑为特色。大吉岭被认为是一个音乐中心和音乐爱好者的圣地。唱歌和演奏乐器是居民们平常的消遣，他们以这样的传统和音乐在文化生活中的地位而自豪。西方音乐流行于年轻人中，大吉岭是尼泊尔摇滚音乐的主要中心。板球和足球是大吉岭最流行的运动项目。在陡峭的街上，经常有人玩一种用橡皮筋做的简易球。
老虎山、帕德马加·奈杜－喜马拉雅动物园、寺院和茶园都是值得参观的地方。该市吸引了前往喜马拉雅山探险的登山运动员，作为攀登一些印度和尼泊尔高峰的起点。丹增諾蓋是首先成功登上珠穆朗玛峰的两个人之一，成年后大部分时间在大吉岭的夏尔巴人社区度过。他的成功推动1954年在大吉岭成立了喜马拉雅登山协会。在西藏难民自助中心，展示西藏工艺如地毯、木器和皮革制品。一些寺院如古姆寺（距离市区8公里）、不丹寺都保存着古代佛经手稿。

## 轶事
中国学者政治活动家康有为于1901年-1902年在该地避难，躲避清政府的追捕。并在该地构思《大同书》一书。他的女儿康同璧从中国奔赴印度与他相见时，也曾登上大吉岭并赋诗留念。

### 引用
1. 1 2  . dm.gensoftindia.co.in.   [7 January 2021]. （原始内容存档于2022-06-15）.
2. ↑   (PDF). National Commissioner for Linguistic Minorities, Ministry of Minority Affairs, Government of India: 95.   [13 July 2015]. （原始内容 (PDF)存档于8 July 2016）.
3. 1 2  . Deccan Herald (The Printers（Mysore）Private Ltd.). 2005-06-17  [2006-07-18]. （原始内容存档于2007-02-21）.
4. 1 2 3 4 5 6 7 8 9  Khawas, Vimal. . The Mountain Forum. 2003  [2006-05-01]. （原始内容存档于2004-10-20）. Now available in the Internet Archive in this (accessed on 7 June 2006)
5. ↑  . h2g2, BBC. 2005-05-12  [2006-08-17].
6. 1 2  . Darjeelingpolice.   [2006-04-30].[]
7. 1 2  . darjnet.com.   [2006-08-17]. （原始内容存档于2007-09-28）.
8. ↑  . Darjeelingnews.   [2006-05-02]. （原始内容存档于2003-12-13）.
9. 1 2  . UNESCO World Heritage Centre.   [2006-04-30]. （原始内容存档于2018-12-26）.
10. ↑   (PDF). Baron Courts of Prestoungrange & Dolphinstoun: 43.   [2006-04-30]. （原始内容 (PDF Format)存档于2007-07-01）.
11. ↑  (Lee 1971)
12. 1 2  Chakraborty, Subhas Ranjan. . Experiences on Autonomy in East and North East: A Report on the Third Civil Society Dialogue on Human Rights and Peace（By Sanjoy Borbara）. Mahanirban Calcutta Research Group. 2003  [2006-08-13]. （原始内容存档于2011-07-21）.
13. 1 2  . exploredarjeeling.com.   [2006-05-02]. （原始内容存档于2006-04-21）.
14. ↑  Shringla, T.T. . India Travelogue. 2003  [2006-06-08]. （原始内容存档于2020-02-25）.
15. ↑  Chattopadhyay, S.S. . Frontline. January 2005, 22 (01)  [2006-07-30]. （原始内容存档于2007-09-26）.
16. ↑  . zubin.com.   [2006-04-30]. （原始内容存档于2006-04-30）.
17. ↑  . Encyclopædia Britannica. Encyclopædia Britannica Premium Service.   [2006-07-26]. （原始内容存档于2007-10-23）.
18. 1 2  TERI.  (PDF). Tata Energy Research Institute, New Delhi. (TERI Project No.2000UT64): 20. 2001  [2006-05-01]. （原始内容 (PDF)存档于2006-06-23）.
19. ↑  . Darjeelingnews.net.   [2006-05-04]. （原始内容存档于2004-02-22）.
20. 1 2  . Canty and Associates LLC.   [2006-04-30]. （原始内容存档于2020-10-22）.
21. ↑  . darjeelingnews.net.   [2006-04-30]. （原始内容存档于2006-04-27）.
22. ↑  
 (PDF). Climatological Normals 1981–2010. India Meteorological Department: 227–228. January 2015  [18 February 2020]. （原始内容 (PDF)存档于5 February 2020）.
23. ↑  
 (PDF). India Meteorological Department: M233. December 2016  [17 February 2020]. （原始内容 (PDF)存档于5 February 2020）.
24. ↑  .   [9 December 2020]. （原始内容存档于2022-05-31）.
25. ↑   (PDF). Baseline climate means (1961–1990) from stations all over the world. Deutscher Wetterdienst.   [19 March 2020]. （原始内容 (PDF)存档于2022-05-30） （德语）.
26. 1 2 3 4 5 6  Directorate of Census Operations, West Bengal. . 2003  [2006-04-30]. （原始内容存档于2005-08-27）.
27. ↑   (PDF). West Bengal. Election Commission of India.   [2008-10-02]. （原始内容 (PDF)存档于2008-10-03）.
28. ↑  Directorate of Census Operations, West Bengal. . 2003  [2006-04-30]. （原始内容存档于2007-09-30）.
29. ↑  . BBC News. 2001-07-27  [2006-05-08]. （原始内容存档于2012-03-27）.
30. 1 2  Haber, Daniel B. . Inter Press Service News Agency. 2004-01-14  [2006-05-08]. （原始内容存档于2006-06-02）.
31. ↑  . Darjeelingnews.net.   [2006-05-08]. （原始内容存档于2006-05-04）.
32. ↑  .   [2006-11-17]. （原始内容存档于2006-05-06）.
33. ↑  . darjeelingnews.net.   [2006-05-01]. （原始内容存档于2006-04-27）.
34. ↑  .   [2006-11-17]. （原始内容存档于2006-05-13）.
35. ↑  Chattopadhyay, S.S. . Frontline. December 2003, 20 (25)  [2006-05-01]. （原始内容存档于2006-05-13）.
36. ↑  Rasaily DP, Lama RP. . The Cultural Dimension of Ecology. Indira Gandhi National Centre for the Arts, New Delhi.   [2006-07-31]. （原始内容存档于2006-07-15）.
37. ↑  . 人民网. 2004-02-16.[永久]

### 书籍
- Bradnock, R; Bradnock,  13th, Footprint Handbooks, 2004, ISBN 1904777007
- Brown, Percy,  3rd（1934）, Calcutta: W. Newman & Co.: 223, 1917
- Kennedy, Dane, , University of California Press: 265, 1996, ISBN 0520201884
- Lee, Ada, , Lee Memorial Mission, 1971
- , W. Newman and Co., 1900
- Saraswati, Baidyanath（Ed）, , DK Print World Pvt.Ltd, India, 1998, ISBN 812460102X
- Ronaldshay（英语：Lawrence Dundas, 2nd Marquess of Zetland）, The Earl of, , London: Constable & Co., 1923, ISBN 81-206-1504-2
- Singh, S,  11th, Lonely Planet Publications, 2005, ISBN 1740596943
- Waddell, L.A., , Kessinger Publishing, 2004, ISBN 076618918X
- Roy, Barun,  2003, Beacon Publication: 223, 2003, ISBN 81-223-0684-5

## 外部連結
- （繁體中文）大吉嶺介紹
- （英文）大吉岭新闻